# 斯洛比

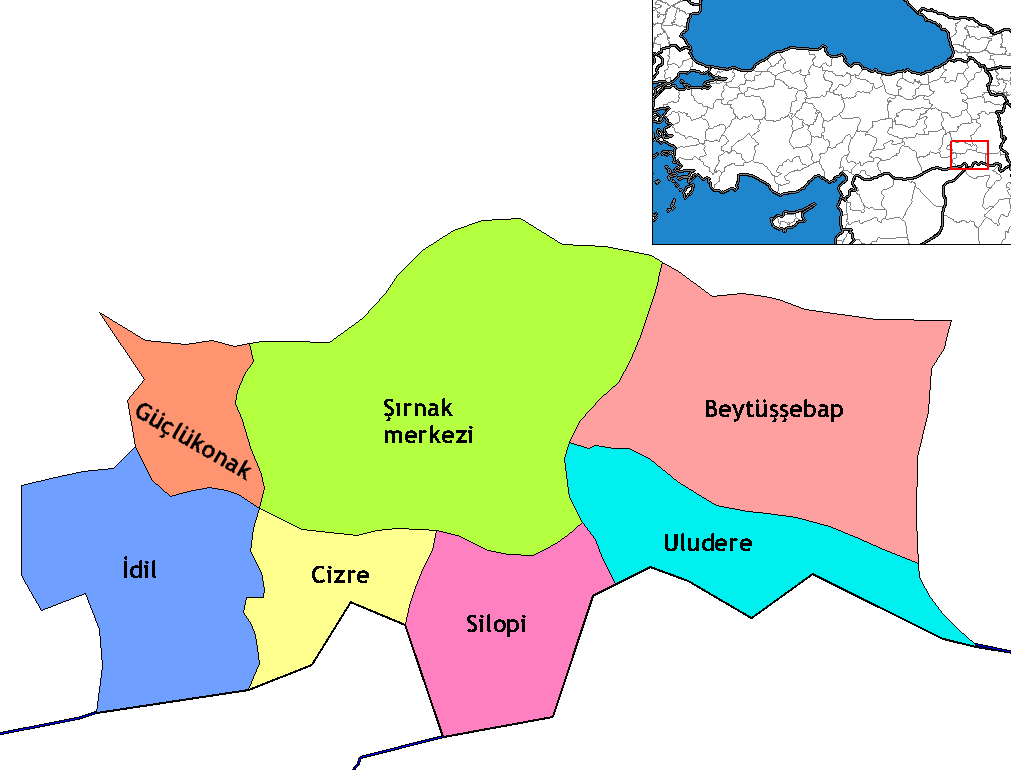
斯洛比在舍尔纳克省的位置

斯洛比（土耳其語：Silopi）是土耳其東南部舍尔纳克省的邊境城鎮。斯洛比距離土耳其與伊拉克庫爾德斯坦邊界只有15公里，經濟完全依賴與伊拉克的貿易。全鎮除了市中心以外，還包括三個鎮及23條村。根據2009年統計，市區有73,400人口。

## 外部連結
- 舍尔纳克省省府網址 （页面存档备份，存于）
- 舍尔纳克省當地報紙網站 （页面存档备份，存于）